# Lophoblatta lurida
Lophoblatta lurida är en kackerlacksart som beskrevs av Guilherme A.M.Lopes 2004. Lophoblatta lurida ingår i släktet Lophoblatta och familjen småkackerlackor. Inga underarter finns listade i Catalogue of Life.